# نمط تورينج

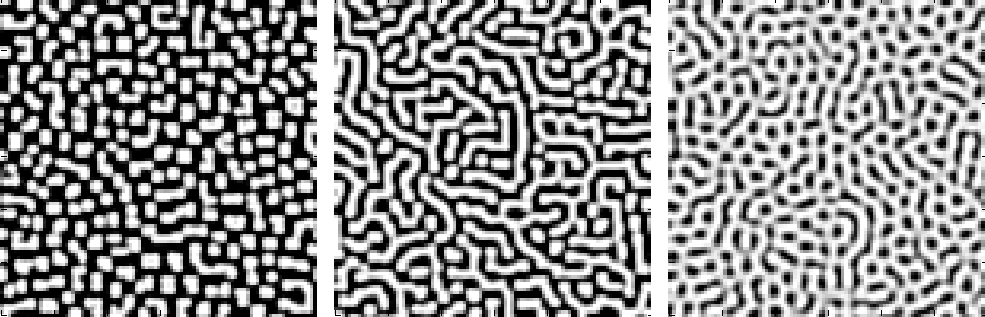
ثلاثة أمثلة لأنماط تورينج

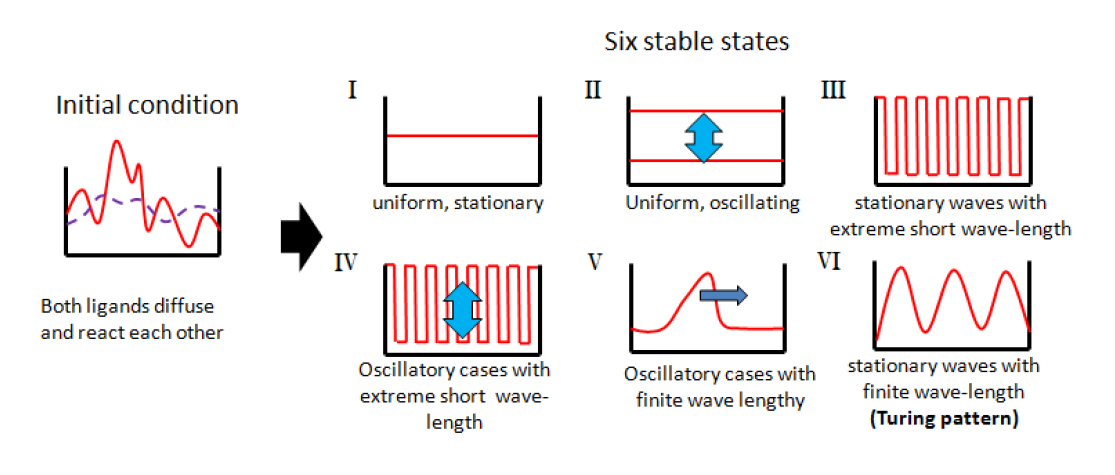
ست حالات تولد نمط تورينج

قدم عالم الرياضيات الإنجليزي آلان تورينج مفهومًا، أصبح يعرف بنمط تورينج ، في ورقة بحثية عام 1952 بعنوان «الأساس الكيميائي للتكوين». تصف هذه الورقة التأسيسية كيف يمكن للأنماط في الطبيعة، مثل الخطوط والبقع، أن تنشأ بشكل طبيعي ومستقل من حالة متجانسة وموحدة. في ورقته البحثية الكلاسيكية، فحص تورينج سلوك نظام تتفاعل فيه مادتان قابلتان للانتشار مع بعضهما البعض، ووجد أن مثل هذا النظام قادر على توليد نمط دوري مكاني حتى من حالة أولية عشوائية أو شبه موحدة. افترض تورينج أن الأنماط الموجية الناتجة هي الأساس الكيميائي للتكوين. غالبًا ما يتم العثور على نمط تورينج مع الآخرين: تطور الأطراف الفقارية هو واحد من العديد من الأنماط الظاهرية التي تظهر تورينج متداخلة مع نمط تكميلي (في هذه الحالة نموذج العلم الفرنسي).

## ملخص

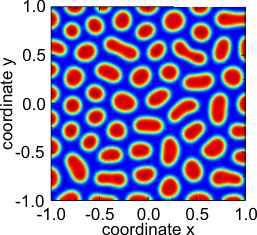
نمط تشعب تورينج

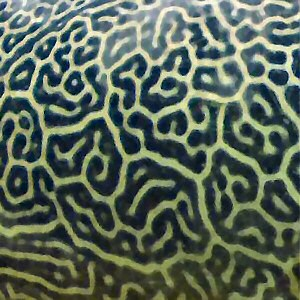
مثال على نمط تورينج الطبيعي على سمكة منتفخة عملاقة

كانت النظرية الأصلية، وهي نظرية التفاعل-الانتشار للتكوين، بمثابة نموذج مهم في علم الأحياء النظري. جذبت أنظمة التفاعل-الانتشار الكثير من الاهتمام كنموذج أولي لتشكيل النمط. تم العثور على أنماط مثل الجبهات، والسداسي، واللوالب، والمشارب، والسولتونات المشتتة كحلول لمعادلات تورينج للتفاعل والانتشار.
اقترح تورينج نموذجًا تتفاعل فيه مادتان موزعتان بشكل متجانس (P و S) لإنتاج أنماط مستقرة أثناء التشكل. ستمثل هذه الأنماط الاختلافات الإقليمية في تركيزات المادتين. ستنتج تفاعلاتهم بنية منظمة من الفوضى العشوائية.
في نموذج تورينج، تعزز المادة P إنتاج المزيد من المادة P بالإضافة إلى المواد S. ومع ذلك، فإن المادة S تمنع إنتاج المادة P ؛ إذا انتشر S بسهولة أكبر من P ، فسيتم إنشاء موجات حادة من الاختلافات في التركيز للمادة P. ومن السمات المهمة لنموذج تورينج أنه سيتم تضخيم أطوال موجات كيميائية معينة بينما سيتم قمع جميع الأطوال الموجية الأخرى.
ستعتمد المعلمات على النظام المادي قيد الدراسة. في سياق تصبغ جلد السمك، تكون المعادلة المصاحبة لها عبارة عن تفاعل مجال ثلاثي - انتشار حيث ترتبط المعلمات الخطية بتركيز خلية التصبغ وتكون معلمات الانتشار غير متماثلة في جميع المجالات. في البلورات السائلة الصبغية، توصف عملية الأيزومرة الضوئية في مصفوفة البلورة السائلة على أنها معادلة تفاعل-انتشار لحقلين (معلمة ترتيب البلورات السائلة وتركيز أيزومر رابطة الدول المستقلة لصبغة الآزو). كلا النظامين لهما آليات فيزيائية مختلفة جدًا في التفاعلات الكيميائية وعملية الانتشار، ولكن على المستوى الظواهر، كلاهما لهما نفس المكونات.
كما تم إظهار أنماط تشبه تورينج في تطوير الكائنات الحية دون الشريحة الكلاسيكية للمورفوجين من النوايا. تشير الدراسات في التنمية الجنينية للفرخ والماوس إلى أن أنماط سلائف الريشة وسماع الشعر يمكن تشكيلها دون نمط ما قبل المورفوجين، وبدلا من ذلك يتم إنشاؤها من خلال التجميع الذاتي لخلايا المايزشيم تحت الجلد. في هذه الحالات، يمكن لسكان الخلايا الزي الرسمية تشكيل مجاميع منقوشة بانتظام تعتمد على الخصائص الميكانيكية للخلايا أنفسهم وصلابة البيئة المحيطة بالبيئة الخلوية المحيطة. تم اقتراح أنماط منتظمة من مجاميع الخلايا من هذا النوع في نموذج نظري صياغته جورج أوستر، والتي افترضت أن التعديلات في الحركة الخلوية والتصلب قد تؤدي إلى أنماط مختلفة لنظافة ذاتية من مجال موحد من الخلايا. قد يتصرف وضع تكوين النمط هذا جنبا إلى جنب مع أنظمة انتشار التفاعل الكلاسيكية، أو بشكل مستقل لتوليد أنماط في التطوير البيولوجي.
كما هو الحال في الكائنات الحية، تحدث أنماط تورينج في أنظمة طبيعية أخرى - على سبيل المثال، تشكلت أنماط الرياح في الرمال. على الرغم من أن أفكار تورينج حول التشكل وأنماط تورينج ظلت كامنة لسنوات عديدة، إلا أنها أصبحت الآن مصدر إلهام لكثير من الأبحاث في علم الأحياء الرياضي. إنها نظرية رئيسية في علم الأحياء التطوري. على سبيل المثال، تتنبأ نظرية مورفوجينية لتكوين الأوعية الليمفاوية أن VEGFC يمكن أن تشكل أنماط تورينج لتنظيم العملية في جنين الزرد.  إن أهمية نموذج تورينج واضحة، فهو يوفر إجابة للسؤال الأساسي المتعلق بالتشكل: «كيف يتم إنشاء المعلومات المكانية في الكائنات الحية؟».

## التطبيق البيولوجي

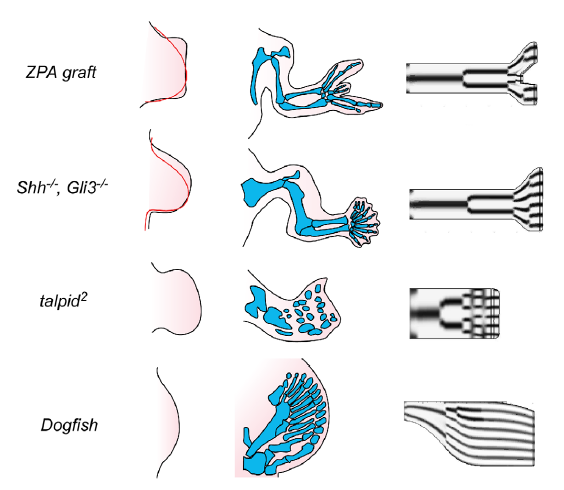
محاكاة تأثير التوسع البعيد برعم الأطراف

الآلية التي اكتسبت اهتمامًا متزايدًا كمولد لأنماط شبيهة بالبقع والشرائط في الأنظمة التنموية مرتبطة بعملية انتشار التفاعل الكيميائي التي وصفها تورينج في عام 1952. تم تخطيط هذا في إطار بيولوجي «التنشيط الذاتي المحلي - التثبيط الجانبي» (LALI) بواسطة Meinhardt و Gierer. على الرغم من أن أنظمة LALI تشبه رسميًا أنظمة التفاعل والانتشار، إلا أنها أكثر ملاءمة للتطبيقات البيولوجية، حيث إنها تشمل الحالات التي يتم فيها التوسط في شروط المنشط والمثبط بواسطة «مفاعلات» خلوية بدلاً من التفاعلات الكيميائية البسيطة،  والنقل المكاني يمكن التوسط من خلال آليات بالإضافة إلى الانتشار البسيط. يمكن تطبيق هذه النماذج على تكوين الأطراف وتطور الأسنان من بين أمثلة أخرى.
يمكن استخدام نماذج التفاعل-الانتشار للتنبؤ بالموقع الدقيق لشرفات الأسنان في الفئران والفئران بناءً على الاختلافات في أنماط التعبير الجيني. يمكن استخدام النموذج لشرح الاختلافات في التعبير الجيني بين الفئران وأسنان الفأر، ومركز إشارات السن، وعقدة المينا، وأسرار BMPs ، و FGFs و Shh. يثبط كل من Shh و FGF إنتاج BMP ، بينما يحفز BMP إنتاج المزيد من BMPs وتوليف مثبطاتهم الخاصة. تحفز BMPs أيضًا التمايز الظهاري، بينما تحفز FGFs النمو الظهاري. والنتيجة هي نمط من النشاط الجيني يتغير مع تغير شكل السن والعكس صحيح. في ظل هذا النموذج، يمكن إنشاء الاختلافات الكبيرة بين أضراس الفأر والفأرة من خلال تغييرات صغيرة في ثوابت الربط ومعدلات انتشار البروتينات BMP و Shh. تكفي الزيادة الطفيفة في معدل انتشار BMP4 وثابت ارتباط أقوى لمثبطه لتغيير نمط فولي نمو الأسنان إلى نمط نمو الفأر.

## فهرس
- Kondo، Shigeru؛ Miura، Takashi (24 سبتمبر 2010). "Reaction-Diffusion Model as a Framework for Understanding Biological Pattern Formation". ساينس. ج. 329 ع. 5999: 1616–1620. Bibcode:2010Sci...329.1616K. DOI:10.1126/science.1179047. PMID:20929839. مؤرشف من الأصل في 2021-02-24.
- Keim، Brandon (22 فبراير 2011). "Alan Turing's Patterns in Nature and Beyond". وايرد. مؤرشف من الأصل في 2020-11-14.
- Ball، Philip (31 مايو 2012). "Turing Patterns". Chemistry World. مؤرشف من الأصل في 2020-10-20. (See also extended version, June 2012.)
- Ouellette، Jennifer (27 مارس 2013). "When Math Meets Nature: Turing Patterns and Form Constants". ساينتفك أمريكان. مؤرشف من الأصل في 2020-11-12.
- Campagna، R.؛ Cuomo، S.؛ Giannino، F.؛ Severino، G.؛ Toraldo، G. (6 ديسمبر 2017). "A semi-automatic numerical algorithm for Turing patterns formation in a reaction-diffusion model". IEEE Access. ج. 6: 4720–4724. DOI:10.1109/ACCESS.2017.2780324.
- "New theory deepens understanding of Turing patterns in biology". Phys.org. مختبر علم الأحياء الجزيئي الأوروبي. 20 يونيو 2018. مؤرشف من الأصل في 2021-02-19.
- Iber، Bagnar. "Turing Pattern" (PDF). Computational Biology (CoBI). المعهد الفدرالي السويسري للتكنولوجيا في زيورخ. مؤرشف من الأصل (PDF) في 2018-08-17. اطلع عليه بتاريخ 2018-08-16.